# Club Carlos A. Mannucci
O Club Social y Deportivo Carlos A. Mannucci, conhecido como Carlos A. Mannucci ou simplesmente Mannucci, é um clube de futebol peruano da cidade de Trujillo, na província de La Libertad. É o clube mais popular e importante da cidade de Trujillo. Foi fundado em 16 de novembro de 1959 e atualmente disputa a Primera División (Liga1), primeira divisão do futebol profissional do Peru. Por não possuir estádio próprio, o clube manda seus jogos no estádio Mansiche de propriedade do Instituto Peruano del Deporte, com capacidade para 20 mil torcedores.
A instituição nasceu da iniciativa das jogadoras de vôlei do Hospital Víctor Lazarte de Trujillo, que ao perderem o apoio de sua instituição recorreram aos descendentes do Sr. Carlos Alberto Mannucci Finochetti, falecido três anos antes, para solicitarem seu patrocínio e continuarem participando dos torneios locais. O apoio veio através do empresário local o Sr. Carlos José Mannucci Vega e de sua mãe, a Sra. Laura Vega de Mannucci, e assim inicia a história do Tricolor.
Inicialmente o clube competiu primeiro nos torneios locais de vôlei de depois nos de basquete. Até então financiado pela Carlos A. Mannucci S.A., empresa de propriedade da família patrona do clube, deu seu pontapé inicial no futebol através da ligal amadora de Trujillo com a compra do clube de futebol amador, o Club Mariscal Ramón Castilla.
Participou de várias temporadas da Primera División do Campeonato Peruano, nos períodos de 1968–1972, 1974–1976 e 1984–1994. Após 25 anos de ausência, o clube retornou para a elite do futebol peruano em 2019.

## Títulos

### Nacionais
- Copa Peru: 1968 e 1969.